# Moselle canalisée/Schéma
Cette page est une annexe aux articles Moselle (rivière) et Canal des mines de fer de la Moselle.

## Profil depuis Coblence sur le Rhin
De Coblence(Pk 00.000)   à   Neuves-Maisons (Pk 392.100)
Le graphique qui aurait dû être présenté ici ne peut pas être affiché car il utilise l'ancienne extension Graph, désactivée pour des questions de sécurité. Des indications pour créer un nouveau graphique avec la nouvelle extension Chart sont disponibles ici.

(1) Nivellement général de la France

## Tracé depuis Apach-Schengen
| GRZq | GRZq | uSTR+GRZq | GRZq | GRZq |

| leer | leer | uxABZgl | uSTR+r | leer |

| leer | uexSTR+l | uexABZgr | uLock3 | leer |

| leer | uexLock3 | uxWEIRg | uSTR | leer |

| leer | uexSTRl | uABZg+lxr | uSTRr | leer |

| leer | leer | uSTR | leer | leer |

| RAq | RAq | uSKRZ-Au | RAq | RAq |

| leer | leer | uddSTRr | leer | leer |

| leer | leer | ueWSLgr | leer | leer |

| RAq | RAq | uSKRZ-Au | RAq | RAq |

| leer | leer | uddSTRr | leer | leer |

| leer | uexSTR+l | ueABZgr | leer | leer |

| RAq | uexSKRZ-Au | uSKRZ-Au | RAq | RAq |

| uexSTR+l | uexABZgr | uLock3 | leer | leer |

| uxWEIRg | uexLock3 | uSTR | leer | leer |

| uexSTRl | uexABZlr | ueABZg+r | leer | leer |

| leer | leer | uSTR | leer | leer |

| leer | leer | uddSTRl | leer | leer |

| leer | leer | uddSTRr | leer | leer |

| leer | leer | ueABZgl | uexSTRq | uexSTR+r |

| STRq | STRq | umKRZu | STRq | uxmtKRZ |

| RAq | RAq | uSKRZ-Au | RAq | uexSKRZ-Au |

| leer | leer | uABZgl | uSTR+r | uexSTR |

| RYl | REq | uLock3 | uLock3 | uexSKRZ-Eu |

| leer | leer | uABZg+l | uSTRr | uexSTR |

| uSTR+l | uFABZq+lr | uFABZgr+r | leer | uexSTR |

| uWHRF | uWHRF | ueABZg+l | uxWEIRfl | uexSTRr |

| uENDEe | uENDEe | uSTR | leer | leer |

| RAq | RAq | uSKRZ-Au | RAq | RAq |

| RAq | RAq | uSKRZ-Au | RAq | RAq |

| leer | leer | uPLANEd | leer | leer |

| leer | leer | ueABZgl | uexSTRq | uexSTR+r |

| leer | leer | uABZgl | uSTR+r | uexSTR |

| leer | leer | uLock3 | uLock3 | uexSTR |

| leer | leer | uABZg+l | uSTRr | uexSTR |

| leer | leer | uFABZgr+r | leer | uexSTR |

| leer | leer | uSTRpl | leer | uexSTR |

| RAq | RAq | uSKRZ-Au | RAq | uexSKRZ-Au |

| RAq | RAq | uSKRZ-Au | RAq | uexSKRZ-Au |

| uENDEaq | uSTRq | uFABZgr+r | leer | uexSTR |

| leer | leer | uABZgl | uSTR+r | uexSTR |

| leer | leer | uLock3 | uLock3 | uexSTR |

| leer | leer | uABZg+l | uSTRr | uexSTR |

| RAq | RAq | uSKRZ-Au | RAq | uexSKRZ-Au |

| RAq | RAq | uSKRZ-Au | RAq | uexSKRZ-Au |

| STRq | STRq | umKRZu | STRq | uxmtKRZ |

| leer | leer | uFGATEd | leer | uexSTR |

| leer | leer | ueABZg+l | uxWEIRfl | uexSTRr |

| leer | leer | uddSTRr | leer | leer |

| uSTR+l | uFGATEl | uFABZgr+r | leer | leer |

| uWHRF | leer | uABZgl | uSTRq | uSTR+r |

| uENDEe | leer | uSTR | leer | uSTR |

| RAq | RAq | uSKRZ-Au | RAq | uSKRZ-Au |

| uENDEa | uSTR+l | uABZgrxl | uexSTR+r | uSTR |

| uWHRF | uLock3 | uLock3 | uexSTR | uSTR |

| uSTRl | uFABZqlr | uFABZgr+r | uexSTR | uWeirLock |

| RAq | RAq | uSKRZ-Au | uexSKRZ-Au | uSKRZ-Au |

| leer | leer | uSTR | uexABZgl | uWEIRl |

| leer | leer | uSTR | uexSTR | uddSTRr |

| RAq | RAq | uSKRZ-Au | uexSKRZ-Au | uSTR |

| leer | leer | uABZg+l | ueWEIRrq | uFABZgr+r |

| leer | leer | uSTR | uexSTR+l | ueABZgr |

| leer | leer | uSTR | uexSTR | uLock5 |

| leer | leer | uSTR | uexSTR | uLock5 |

| RAq | RAq | uSKRZ-Au | uexSKRZ-Au | uSKRZ-Au |

| leer | leer | uSTR | uexSTR | uSTR |

| STRq | STRq | umKRZu | uxmtKRZ | umKRZu |

| leer | leer | ueABZg+l | uexSTRr | uSTR |

| leer | leer | uddSTRl | leer | uSTR |

| RAq | RAq | uSKRZ-Au | RAq | uSKRZ-Au |

| leer | leer | ueWSLgl | leer | uSKRZ-Au |

| STRq | STRq | umKRZu | STRq | uxmtKRZ |

| leer | leer | ueABZgl | uexSTR+r | uLock5 |

| leer | leer | uLock3 | uexSTR | uSTR |

| leer | leer | uSTR | uxWEIRf | uSTR |

| RAq | RAq | uSKRZ-Au | uexSKRZ-Au | uSKRZ-Au |

| leer | leer | uSTR | uxABZg+l | uSTRr |

| leer | leer | uABZg+l | uSTRr | leer |

| RAq | RAq | uSKRZ-Au | RAq | RAq |

| gSTR+l | gLockl | uFABZgr+r | leer | leer |

| gLock3 | leer | uSTR | leer | leer |

| uextBRÜCKE | WASSERq | uSTR | leer | leer |

| gLock3 | leer | ueABZgl | uexSTR+r | leer |

| GRZq | GRZq | uSTR+GRZq | uexSTR | GRZq |

| gSTRl | gSTR+r | uLock3 | uexSTR | leer |

| leer | gSTRl | ugABZg+r | uexSTR | leer |

| leer | leer | uSTR | uxWEIRf | leer |

| STRq | STRq | umKRZu | uxmtKRZ | leer |

| leer | leer | uFGATEd | uxWEIRf | leer |

| leer | BUILDING | uddSTRl | uexSTR | leer |

| leer | leer | ueABZgl | uexABZg+r | leer |

| RAq | RAq | uSKRZ-Au | uexSKRZ-Au | RAq |

| leer | leer | uddSTRl | uexSTR | leer |

| leer | leer | uABZg+l | uSTRr | leer |

| RAq | RAq | uSKRZ-Au | RAq | RAq |

| uSTR+l | uSTRq | uFABZgr+r | leer | leer |

| gLock3 | BUILDING | uSTR | leer | leer |

| uextBRÜCKE | WASSERq | uSTR | leer | leer |

| gLock3 | leer | ueABZgl | uexSTRq | uexSTR+r |

| gSTRl | gSTR+r | uLock3 | REq | uexSTR |

| leer | gSTRl | ugABZg+r | leer | uxWEIRf |

| leer | leer | uSTR | uexSTR+l | uexSTRr |

| RAq | RAq | uSKRZ-Au | uexSKRZ-Au | RAq |

| leer | leer | uFGATEd | uxWEIRf | leer |

| leer | leer | ueABZg+l | uexSTRr | leer |

| RAq | RAq | uSKRZ-Au | RAq | RAq |

| leer | leer | ueABZgl | uexWHRFq | uexSTR+r |

| leer | BUILDING | uWHRF | leer | uexSTR |

| RAq | RAq | uSKRZ-Au | RAq | uexSKRZ-Au |

| leer | leer | ueABZg+l | uxWEIRfl | uexSTRr |

| RAq | RAq | uSKRZ-Au | RAq | RAq |

| leer | leer | ueABZgl | uexSTRq | uexSTR+r |

| RYl | REq | uLock3 | REq | uexSTR |

| RAq | RAq | uSKRZ-Au | RAq | uexSKRZ-Au |

| leer | leer | ueABZg+l | uxWEIRfl | ABZmgr exu+g |

| RAq | RAq | uSKRZ-Au | RAq | uLSKRZ-Au |

| leer | leer | uSTR | leer | uexWWSEL |

| leer | leer | uSTR | leer | WCONTf |

| leer | leer | uFABZgl+l | uWHRFq | uSTR+r |

| STRq | STRq | umKRZu | STRq | uxmtKRZ |

| RAq | RAq | uSKRZ-Au | RAq | uSTR |

| GRZq | GRZq | uWHRFq | gENDEaq | uFKRZ |

| leer | leer | uddSTRl | gLock5 | leer |

| leer | leer | ueABZgl | guKRZL | uexSTR+r |

| leer | leer | uABZgl | uABZmg+r +g | uxSLUICEbl |

| leer | leer | uLock3 | uxWEIRf | uexSTR |

| leer | leer | uABZg+l | uABZmgr +g | uexSTR |

| leer | leer | ueABZg+l | guKRZL | uexSTRr |

| leer | leer | uSTR | gLock5 | leer |

| STRq | STRq | umKRZu | gmKRZu | leer |

| gSTR+l | gtSTReq | uxgKRZu | gSTRr | leer |

| utSKRZ-A | RAq | uSKRZ-Au | RAq | RAq |

| gtSTRe | STR+l | umKRZu | STRq | STRq |

| gSTR | leer | uddSTRl | leer | leer |

| gSTR | leer | uSTR | leer | leer |

| gSTR | uexSTR+l | uABZgr | leer | leer |

| uexBRÜCKEu | uxWEIRg | uLock3 | REq | REq |

| gSTR | uexSTRl | uABZg+r | leer | leer |

| gSTR | leer | uSTR | leer | leer |

| gSTR | leer | ueABZgl | uexSTRq | uexSTR+r |

| gSTR | leer | uSTR | leer | uexSPLae |

| gSTR | leer | uSTR | leer | uexSPLae |

| gSTR | leer | uSTR | leer | uxddSTRr |

| utSKRZ-A | RAq | uSKRZ-Au | RAq | uexSKRZ-Au |

| ugWEIRr | uexFABZq+lr | uWEIRl | leer | uexSTR |

| gmKRZu | uxmtKRZ | umKRZu | STRq | uxmtKRZ |

| gLock5 | uexSTR | uLock3 | REq | uexSTR |

| gLock5 | uexSTR | uSTR | leer | uxWEIRg |

| ugWEIRr | uexSTRr | uSTR | leer | uexSTR |

| utSKRZ-A | RAq | uSKRZ-Au | RAq | uexSKRZ-Au |

| uSTR | leer | uSTR | leer | uexSPLae |

| uFABZgl+l | uWHRFq | uFABZgr+r | leer | uexSTR |

| uCONTf | leer | uSTR | leer | uexSTR |

| STRq | STRq | umKRZu | STRq | uxmtKRZ |

| RAq | RAq | uSKRZ-Au | RAq | uexSKRZ-Au |

| leer | uexSTR+l | ueABZgr | leer | uexSTR |

| REq | uexLock3 | uLock3 | REq | uexSTR |

| leer | uexWHRF | uSTR | leer | uexSTR |

| leer | uexSTR | uWHRF | leer | uexSTR |

| uxHSTRbm | uxWEIRl | uWHRF | leer | uexSTR |

| leer | uexSTR | uSTR | leer | uxWEIRg |

| RAq | uexSKRZ-Au | uSKRZ-Au | RAq | uexSTR |

| RAq | uexSKRZ-Au | uSKRZ-Au | RAq | uexSKRZ-Au |

| leer | uexSTRl | ueABZg+lr | uexSTRq | uexSTRr |

| leer | leer | ueWSLgr | leer | leer |

| leer | leer | uWHRF | leer | leer |

| leer | uexSTR+l | ueABZgr | leer | leer |

| leer | gLock3 | uSTR | leer | leer |

| leer | gSTR | uSTR | leer | leer |

| leer | gLock3 | ueABZgl | uexSTR+r |  |

| leer | gSTR | uLock3 | uexSKRZ-Eu |  |

| gSTR+l | gSTRr | uSTR | uxWEIRf | leer |

| gLock3 | leer | ueABZg+l | uexSTRr |  |

| gSTR | uexSTR+l | ueABZgr | leer | leer |

| gLock3 | uexSTR | uSTR | leer |  |

| gSTR | uxWEIRf | uSTR | leer |  |

| utSKRZ-A | uexSKRZ-Au | uSKRZ-Au | RAq | RAq |

| gmKRZu | uxmtKRZ | umKRZu | STRq | STRq |

| gSTRl | gmABZg+r exu+ | uLock3 | REq | REq |

| leer | uexSTR | uWHRF | leer | leer |

| leer | uxWEIRf | uSTR | leer |  |

| GRZq | uexCONTf | uSTR+GRZq | GRZq | GRZq |

Légende du Schéma

| Légende                        | PK     | Désignation                        | Désignation                                                    |     |
| ------------------------------ | ------ | ---------------------------------- | -------------------------------------------------------------- | --- |
|                                |        |                                    |                                                                |     |
| RAq · REq · uLock3 · REq · RAq | 00.000 | Écluse n° XX de .....Versant ..... | Écluse avec pont sur tête amont ou aval - Type et nom de route |     |
| RAq                            | REq    | uLock3                             | REq                                                            | RAq |

## Sources
- René Bour, L'Historique de la canalisation de la Moselle, 1956, 12 p.
- Jean Cermakian, « La Moselle canalisée et la voie maritime du Saint-Laurent : notes comparatives », Cahiers de géographie du Québec, vol. 11, no 23,‎ 1967, p. 253-275 (lire en ligne).
- Jacques Fournier, « Les Travaux de canalisation de la Moselle », Études touloises,‎ 2005, p. 15 (lire en ligne).